# بيرند ألويس تسيمرمان
بيرند ألويس تسيمرمان (بالألمانية: Bernd Alois Zimmermann)‏ (و. 1918 – 1970 م) هو ملحن، وعالم موسيقى، وأستاذ جامعي، وموسيقي ألماني، توفي عن عمر يناهز 52 عاماً.

## التعليم
تعلم في جامعة كولونيا.

## جوائز
حصل على جوائز منها:
- جائزة برلين للفنون [الإنجليزية]‏ (1969).

## وصلات خارجية
- بيرند ألويس تسيمرمان على موقع IMDb (الإنجليزية)
- بيرند ألويس تسيمرمان على موقع الموسوعة البريطانية (الإنجليزية)
- بيرند ألويس تسيمرمان على موقع مونزينجر (الألمانية)
- بيرند ألويس تسيمرمان على موقع ميوزك برينز (الإنجليزية)
- بيرند ألويس تسيمرمان على موقع أول ميوزيك (الإنجليزية)
- بيرند ألويس تسيمرمان على موقع ديسكوغز (الإنجليزية)
- بيرند ألويس تسيمرمان على موقع كينوبويسك (الروسية)

- بيرند ألويس تسيمرمان في قاعدة بيانات الأفلام على الإنترنت